# Louis-Auguste de Bourbon (1670-1736)
Pour les articles homonymes, voir Louis Auguste de Bourbon.
Louis-Auguste de Bourbon, né le 31 mars 1670 au château de Saint-Germain-en-Laye et mort le 14 mai 1736 au château de Sceaux, est duc du Maine, duc d'Aumale et comte d'Eu. Il est le fils légitimé du roi Louis XIV et de Madame de Montespan. En tant que prince souverain de Dombes, il règne sur cette principauté de 1693 à sa mort, sous le nom de Louis-Auguste Ier.

## Biographie

### Jeunesse
Issu du double adultère du roi Louis XIV et de la marquise de Montespan, il naquit secrètement, probablement au château de Saint-Germain-en-Laye.

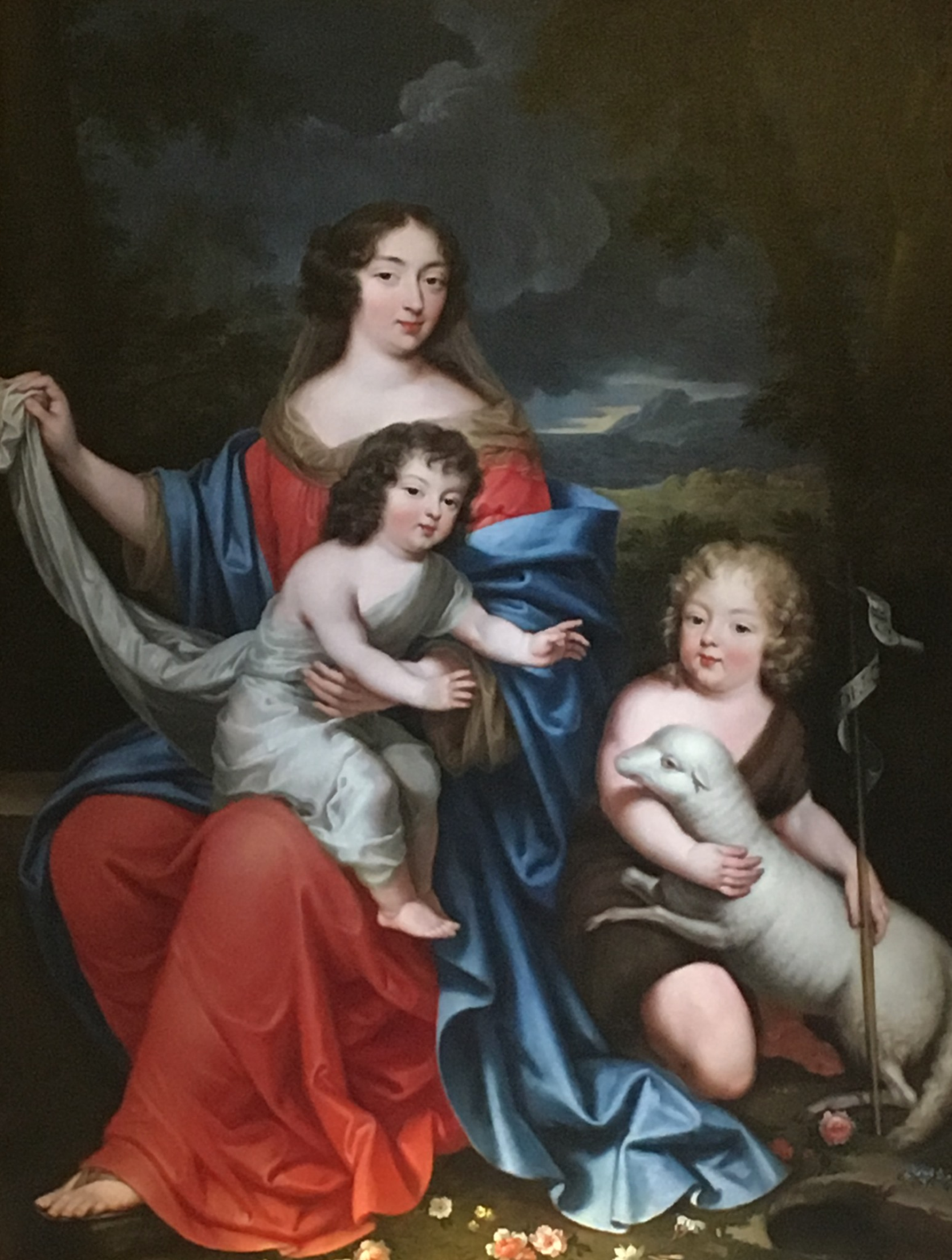
Attribué à Pierre Mignard, Françoise d'Aubigné, marquise de Maintenon, le duc du Maine et le comte de Vexin, château de Maintenon.

Craignant la réaction du bouillant époux de la marquise qui, pour nuire, aurait pu faire reconnaître légalement l'enfant comme sien, les amants doublement adultères donnèrent ce fils aîné, dès sa naissance, en charge à Françoise d'Aubigné, veuve désargentée du poète Scarron qui s’occupait déjà de sa sœur aînée (laquelle mourut la même année), se réfugiant incognito et en vase clos dans une des dernières maisons de la rue de Vaugirard « au fin fond du faubourg Saint-Germain [...] quasi auprès de Vaugirard, dans la campagne », selon la description que fait du lieu en 1673 madame de Sévigné.

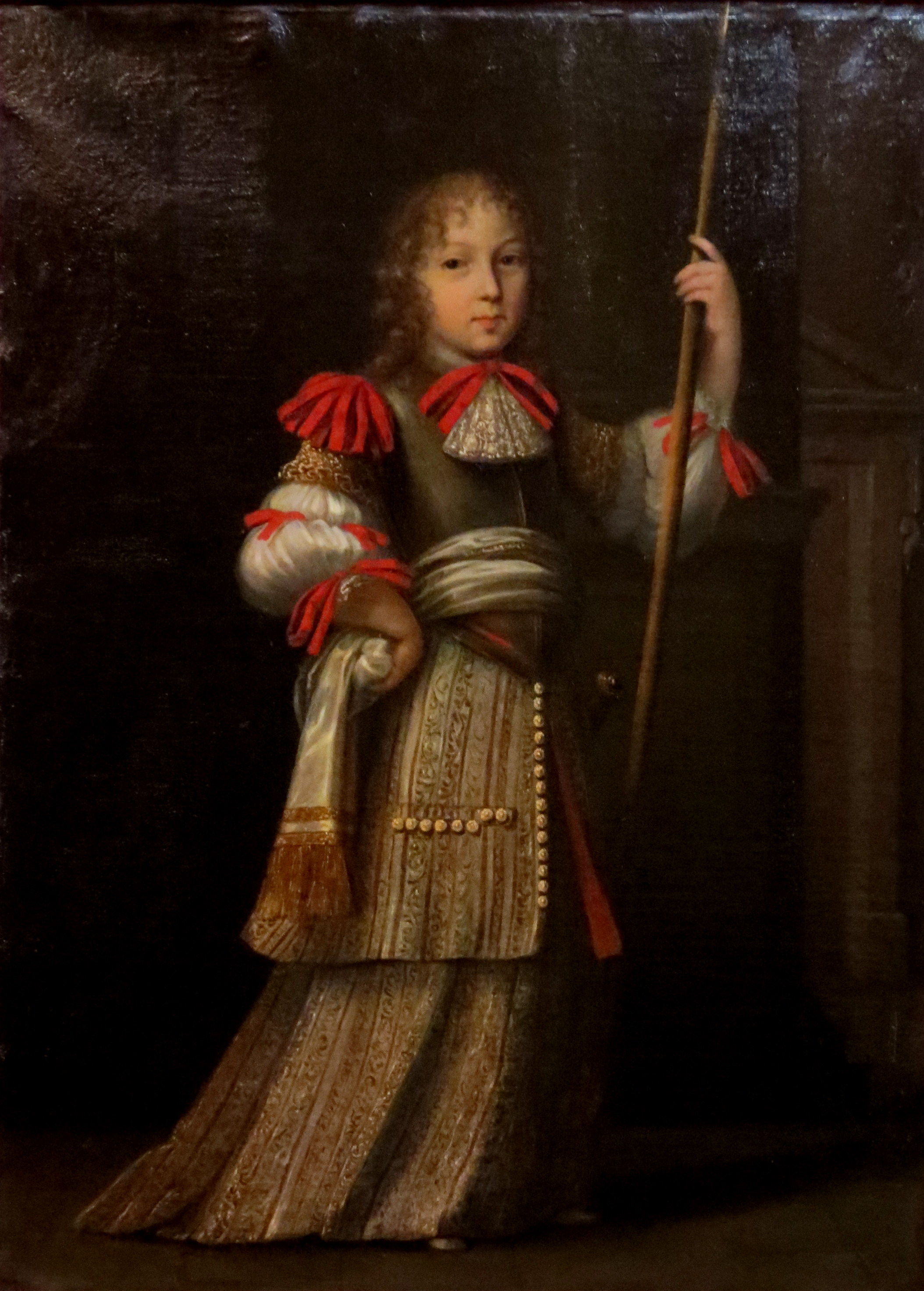
Louis-Auguste enfant, par Pierre Mignard.

L’enfant, né infirme, boitera toute sa vie (d’où le sobriquet « Gambillard » qui lui sera attribué par ses nombreux détracteurs). Pied-bot, fragile et timide, ses infirmités le rendaient peu apte a priori à réaliser les grandes ambitions que sa nourrice (puis belle-mère) nourrissait pour lui. Il n'en était pas moins un homme intelligent et cultivé, heureux de se confiner dans sa bibliothèque.
Madame de Maintenon qui le chérissait comme le fils qu'elle n'avait pas eu, le forma à devenir un excellent courtisan et, rapidement, il devint l'un des enfants préférés du roi, déçu par son fils légitime, le Grand Dauphin. L'affection royale lui fut d’un grand secours pendant le règne de son père. Ayant légitimé les deux enfants survivants qu'il avait eus de la duchesse de La Vallière — celle-ci tenant toujours le rôle de favorite officielle — Louis XIV légitima et titra, le 20 décembre 1673, les trois enfants qu'il avait eus de la marquise de Montespan, mais sans nommer cette dernière, mariée, dont on craignait que l'époux déclarât les enfants comme siens.
Ainsi les trois bambins (et leurs frères et sœurs suivants) apparurent-ils officiellement comme les enfants du seul roi et sans mère. C'était un « secret de Polichinelle » mais qui sauvegardait les apparences.

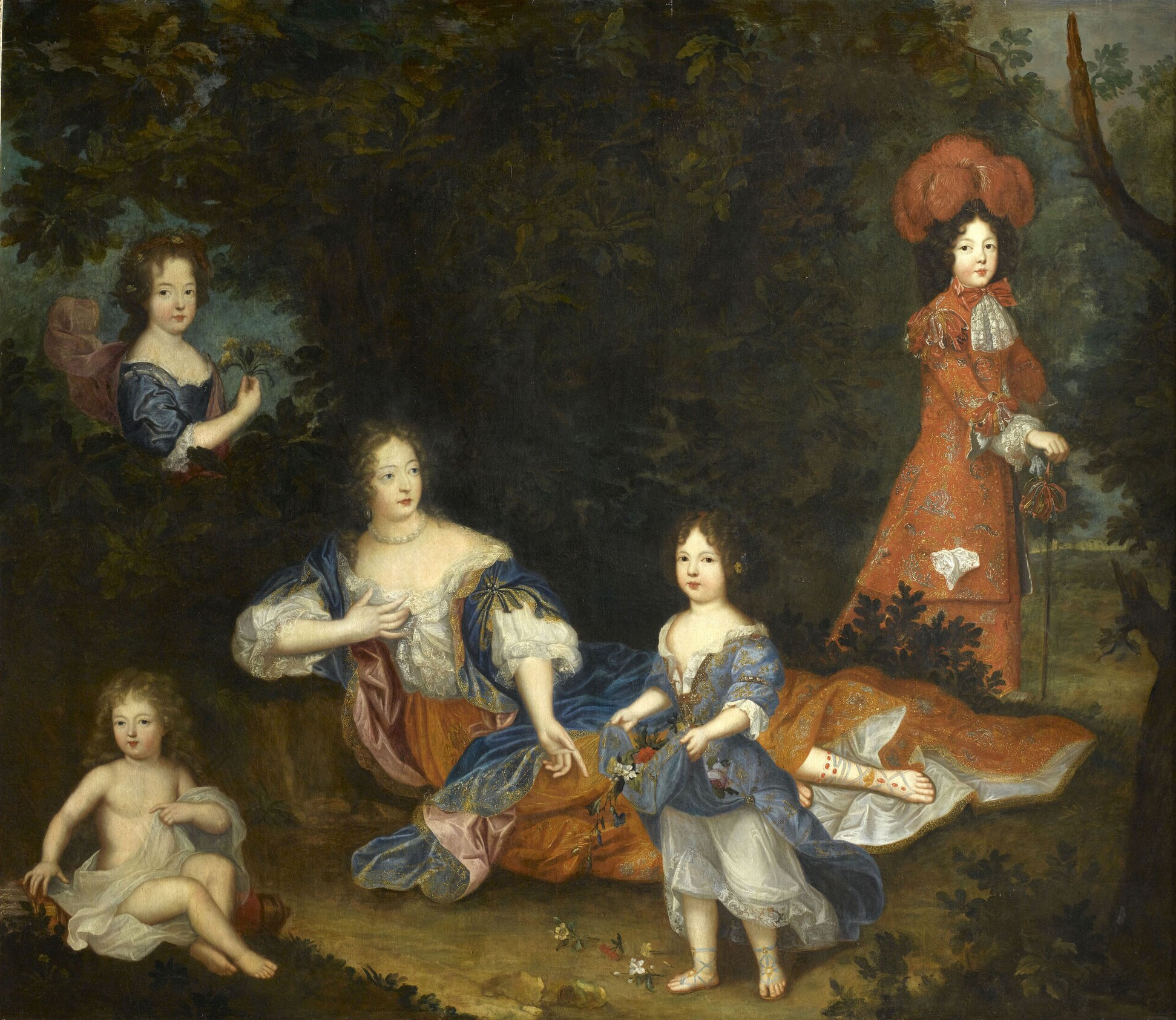
Anonyme d’après Pierre Mignard, Françoise-Athénaïs de Rochechouart, marquise de Montespan et ses enfants (1680), château de Versailles.

En janvier 1674, le duc du Maine, son frère titré comte de Vexin et sa sœur emménagèrent, avec leur gouvernante, à Saint-Germain. La même année, le duc du Maine, âgé de 4 ans, reçut la charge de colonel général des Suisses et Grisons, entre 1674 à 1688 ; le roi Louis XIV chargea Pierre Stoppa d'assurer cette fonction.
De tempérament pieux et effacé, le duc du Maine étudia avec beaucoup de soin mais, malgré les efforts du maréchal de Luxembourg, il comprenait médiocrement la science militaire et se révéla plus tard piètre officier. Il fut cependant un érudit préférant une vie studieuse, loin des remous de la cour.

### Prince de Dombes
En 1681, la Grande Mademoiselle, voulant épouser le duc de Lauzun et victime d’un chantage mené par Madame de Maintenon, lui céda la principauté souveraine des Dombes et le comté d’Eu. La même année, la marquise de Montespan, disgraciée, se retira de la cour avec ses deux derniers enfants légitimés, Mademoiselle de Blois et le comte de Toulouse.
En 1683, la disgrâce puis la mort du comte de Vermandois, la mort du comte de Vexin, son frère infirme, fit de lui le seul, avec le dauphin, des enfants mâles du roi présents à la cour. La même année s'éteint la reine. Après avoir versé quelques larmes, le roi se remarie secrètement avec Madame de Maintenon, la gouvernante de ses enfants légitimés.
Promu, dès l'âge de 12 ans gouverneur du Languedoc, ce qui permettait au roi de gouverner en sous-main cette province lointaine, le jeune duc devint, en 1686, duc d’Aumale et chevalier de l'ordre du Saint-Esprit, la plus haute distinction de la Royauté.

### Mariage

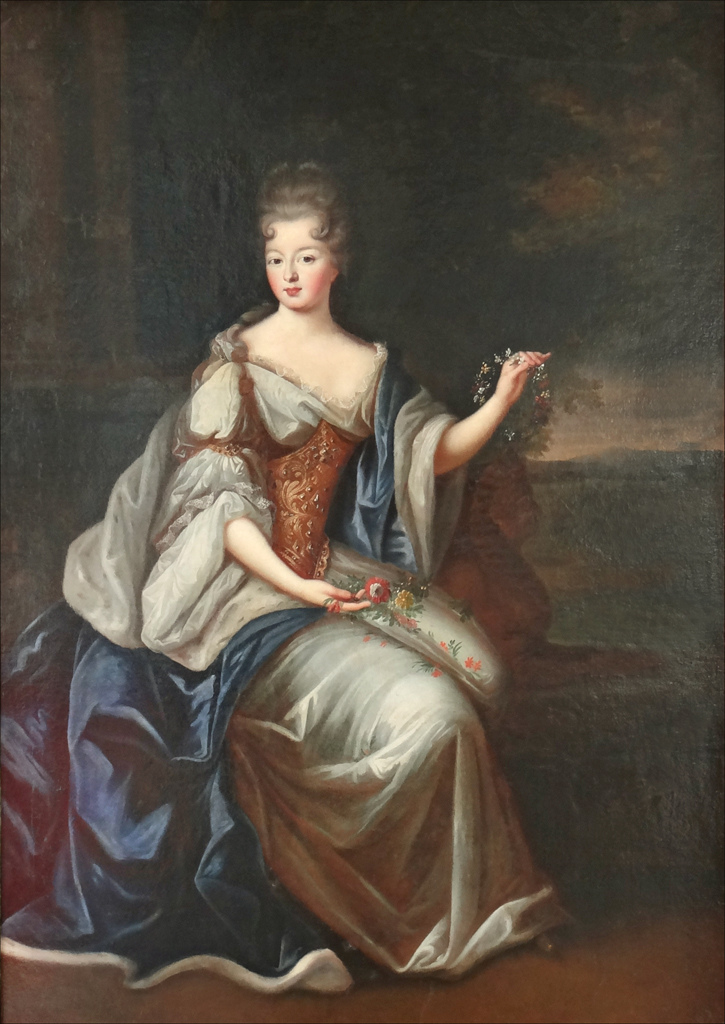
Pierre Gobert, Portrait de la duchesse du Maine, Sceaux, musée de l'Ile-de-France.

En 1688, promu par son père général des galères puis lieutenant général, il souhaitait se marier, mais le roi, soucieux de ne pas voir ses enfants illégitimes faire souche, refusa pendant un certain temps.
Le roi, ayant marié ses bâtardes aux princes de son sang, et face à une coalition européenne qui luttait contre sa politique expansionniste (guerre de la Ligue d'Augsbourg), songea alors à lui faire épouser sa nièce, Élisabeth-Charlotte d'Orléans, laquelle ne pouvait trouver un époux de son rang. Cependant, le roi se heurta au refus horrifié et hautain de sa belle-sœur, la princesse Palatine. Autre prince du sang mais qui s'était compromis pendant la Fronde, le prince de Condé fut moins regardant et proposa une de ses petites-filles. Celles-ci étant particulièrement petites, le duc du Maine choisit la plus grande et épousa à Versailles, le 19 mars 1692, Mademoiselle de Charolais, avec qui il eut sept enfants dont la plupart moururent en bas âge. Les trois qui atteignirent l'âge adulte moururent célibataires et sans postérité :

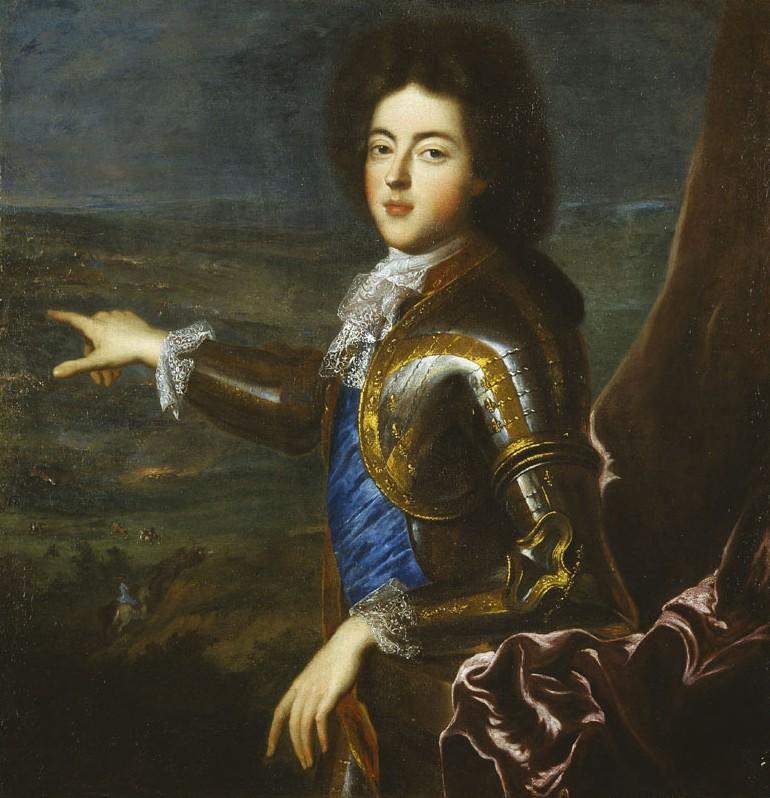
François de Troy, Portrait du duc du Maine (vers 1690), Sceaux, musée de l'Ile-de-France.

- N..., « Mademoiselle de Dombes » (11 septembre 1694 - 15 septembre 1694) ;
- Louis-Constantin, prince de Dombes (17 novembre 1695 - 28 septembre 1698) ;
- N..., « Mademoiselle d’Aumale » (21 décembre 1697 - 24 août 1699) ;
- Louis Auguste, prince souverain de Dombes, comte d'Eu (4 mars 1700 - 1er octobre 1755) ;
- Louis-Charles, souverain de Dombes, comte d’Eu (15 octobre 1701 - 13 juillet 1775) ;
- Charles, duc d'Aumale (31 mars 1704 - septembre 1708) ;
- Louise-Françoise, « Mademoiselle du Maine » (4 décembre 1707 - 19 août 1743).

### Nouveaux privilèges
En 1694, le roi accorda à ses fils légitimés un rang intermédiaire entre les princes du sang et les ducs et pairs, ce qui déplut fortement à ces derniers. Les deux princes pouvaient — entre autres — être admis au Parlement de Paris à l'âge de 20 ans quand les princes du sang le pouvaient à 15 et les ducs seulement à 25.
Le duc du Maine disposait du privilège des « grandes entrées », qui permettait d’assister au « petit lever » du roi.
Au cours du règne de son père, il manœuvra entre les différents groupes d’influence, et se montra proche de la cabale des seigneurs et de celle de Meudon. Il arrangea le mariage du duc de Vendôme avec Mademoiselle d’Enghien, sa belle-sœur en 1710.

### Prince du sang

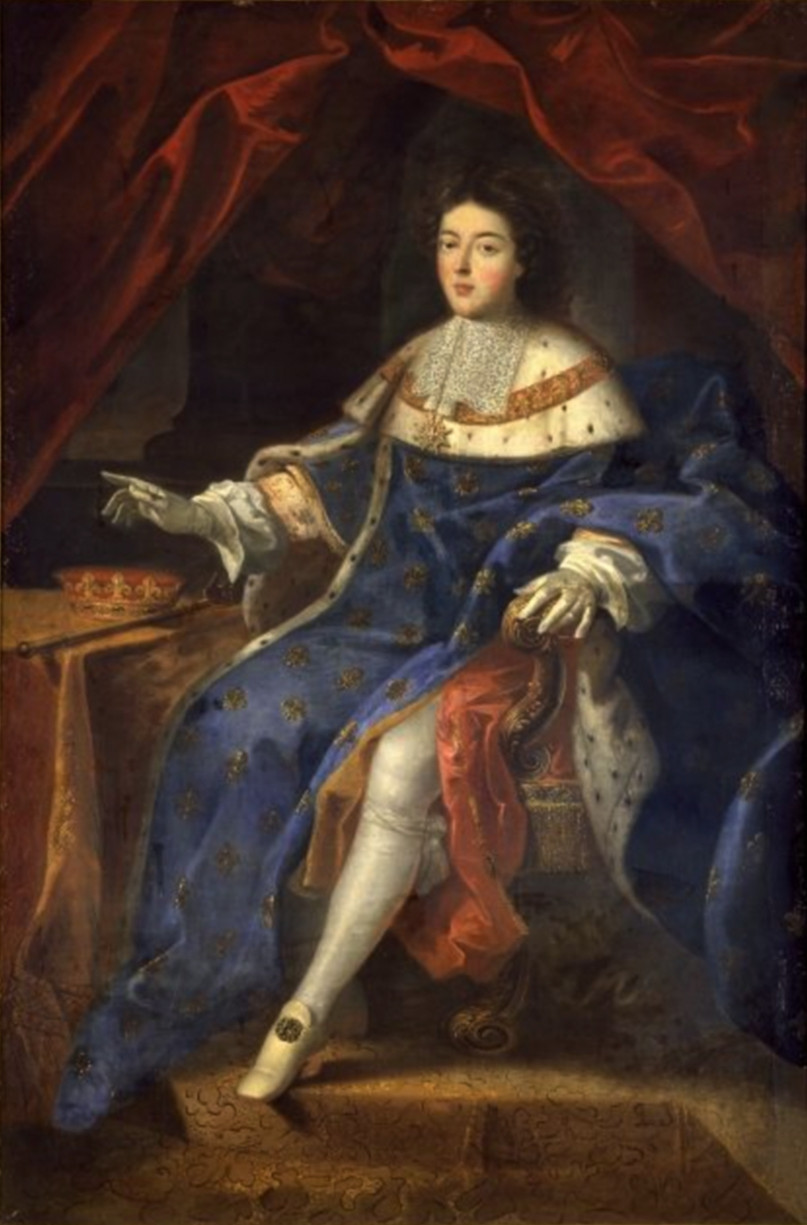
Anonyme, Portrait du duc du Maine en prince de sang, Trévoux, parlement de Dombes.

En 1711, le dauphin mourut, suivi l'année suivante par son fils et un de ses petits-fils. Le duc d'Anjou, arrière-petit-fils de Louis XIV, alors âgé de deux ans, devint l'héritier du trône.
En juillet 1714, Louis XIV signa un édit appelant le duc du Maine, tout comme son frère le comte de Toulouse, ainsi que leur descendance, à la succession royale en cas de vacance du trône. Le duc du Maine et les autres bâtards légitimés devaient prendre place au dernier rang et être appelés à régner en cas de disparition des cinq princes du sang légitimes.
Le 23 juillet, une déclaration royale décréta que les légitimés jouiraient désormais de la qualité de princes du sang. Saint-Simon lui-même, pourtant adversaire déclaré du duc du Maine, vint lui faire ses compliments au lendemain de l’enregistrement par le Parlement de Paris.
Le 22 août, Louis XIV demanda au duc du Maine de le remplacer lors d’une revue de la gendarmerie, confirmant ainsi la disgrâce de son neveu Orléans.
Sur les instances de son ambitieuse épouse et de la marquise de Maintenon, le duc du Maine pressa alors le roi de rédiger un testament affermissant ces décisions, et écartant le duc d’Orléans de la Régence. Le 26 août, le roi remit son testament au Premier président et au procureur général du Parlement et déclara ensuite au duc du Maine :

« Vous l’avez voulu, mais sachez que quelque grand que je vous fasse et que vous soyez de mon vivant, vous n’êtes rien après moi, et c’est à vous après à faire valoir ce que j’ai fait pour vous, si vous le pouvez. »

Il participa aux fêtes des Grandes Nuits de Sceaux et aux salons littéraires organisés par son épouse dans leur château de Sceaux, et fut membre des chevaliers de l'ordre de la Mouche à Miel.

### Les luttes perdues de la Régence

#### Casser le testament deLouisXIV

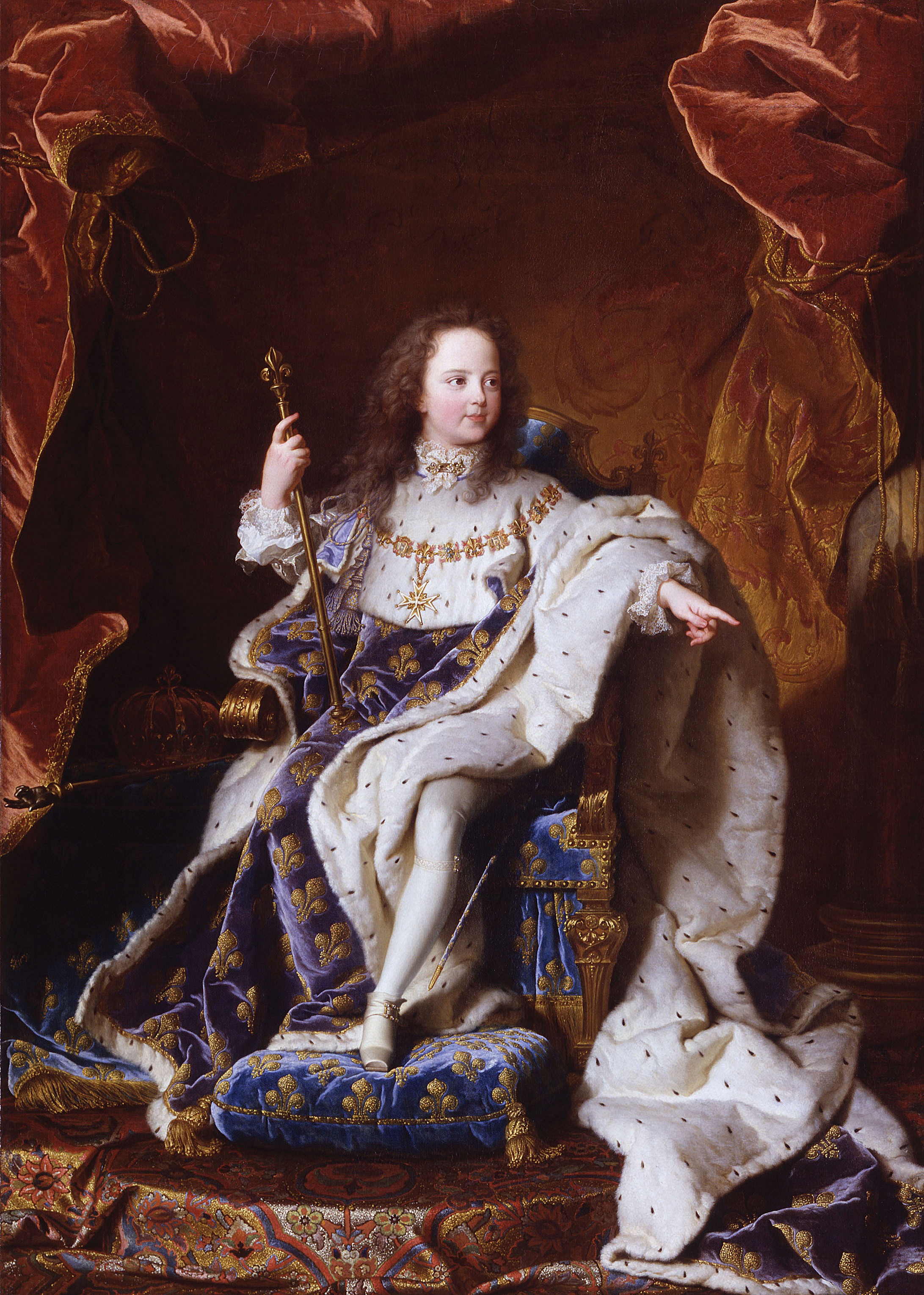
Hyacinthe Rigaud, Portrait de, âgé de cinq ans, assis sur son trône en grand costume royal en costume de sacre (1715), château de Versailles.

Le lendemain de la mort du roi, le 2 septembre 1715, conformément à l’usage, la lecture du testament royal est effectuée lors d'une séance solennelle au Parlement de Paris, rassemblant toutes les Cours souveraines, les princes du sang et les ducs et pairs, qui devait proclamer la régence. Dans son testament, Louis XIV confiait au duc du Maine la garde et la tutelle du jeune Louis XV en le nommant régent du royaume, disposant également de la maison militaire. Le duc d’Orléans, qui disposait alors de la charge, purement honorifique, de « président du Conseil de régence », parvint à faire casser un testament qui le privait de prérogatives qu’il estimait dues à sa naissance,. Ensuite, le nouveau régent réclama l’admission du duc de Bourbon (« M. le Duc ») au Conseil de régence — celui-ci devait y entrer à ses 24 ans, mais n’en avait alors que 23. Bourbon, lui, en qualité de grand maître de France, refusait d’être subordonné au duc du Maine, commandant de la maison militaire.
Les gens du roi accordèrent l’entrée de M. le Duc au Conseil de régence. Quand on reparla du commandement des troupes, les choses se gâtèrent. Maine et Orléans s’échauffèrent et quittèrent la grande chambre pour discuter ailleurs. Ils furent rejoints par quelques pairs, des princes et les capitaines de la maison du roi. La séance fut suspendue.
À la reprise, le duc du Maine sentit que la partie était perdue : les gens du roi accordèrent au Régent le commandement des troupes et laissèrent au duc de Bourbon le droit de nomination à toutes les charges de la maison.
Le duc du Maine n'eut d'autre solution que d'abandonner la garde du jeune roi, conservant la surintendance de l'éducation du roi son petit-neveu orphelin qui lui témoignait beaucoup d'affection et à qui il servait de père.

#### Le duc du Maine dans la polysynodie

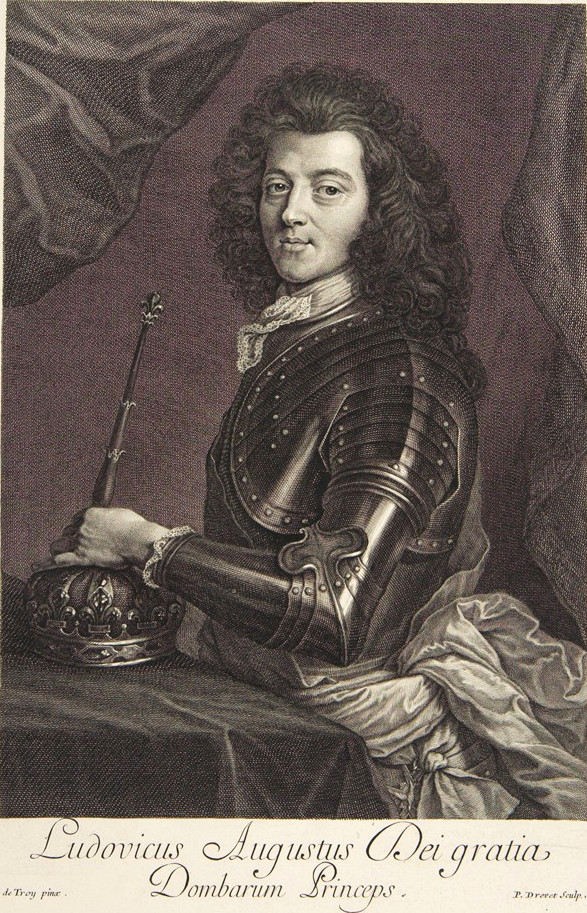
Portrait de Louis-Auguste, duc du Maine et souverain de Dombes.

Le duc du Maine siégea au Conseil de régence où il fit montre d'une grande intelligence et de son sens du devoir.
Dès janvier 1716, le duc du Maine et le duc de Bourbon entrèrent au Conseil de la guerre, ce qui y amena des querelles de préséance avec son président, le maréchal de Villars. Tensions avivées par l'arrivée du prince de Conti en avril 1717. En 1718, le Conseil de la guerre devint, selon le mot de Saint-Simon, « une pétaudière ». Au cours de l'année 1718, l'activité du Conseil de la guerre, comme celle des autres conseils de la polysynodie, déclina considérablement, que ce soit en termes de fréquence des réunions ou de volume des affaires traitées. Le 24 septembre 1718, le Régent mit fin à la polysynodie.

#### La perte de son rang
Le duc du Maine était également menacé par les ducs et pairs qui harcelèrent le Régent. Ils exigeaient la fin du rang intermédiaire. Le 26 août 1718, Saint-Simon persuada le Régent de faire tenir un lit de justice au jeune Louis XV qui avait 8 ans. Celui-ci eut lieu par surprise. Louis XV y déclara que les bâtards auraient désormais le rang des ducs et pairs, mais que par égard pour le comte de Toulouse, on lui conserverait ses honneurs à titre viager. M. le Duc, désormais majeur, constata que le duc du Maine n’était plus prince du sang, et réclama pour lui la surintendance de l’éducation du roi. Cela lui fut accordé. Le duc du Maine se trouvait complètement évincé, au grand désespoir de son royal petit-neveu.

#### La conspiration de Cellamare

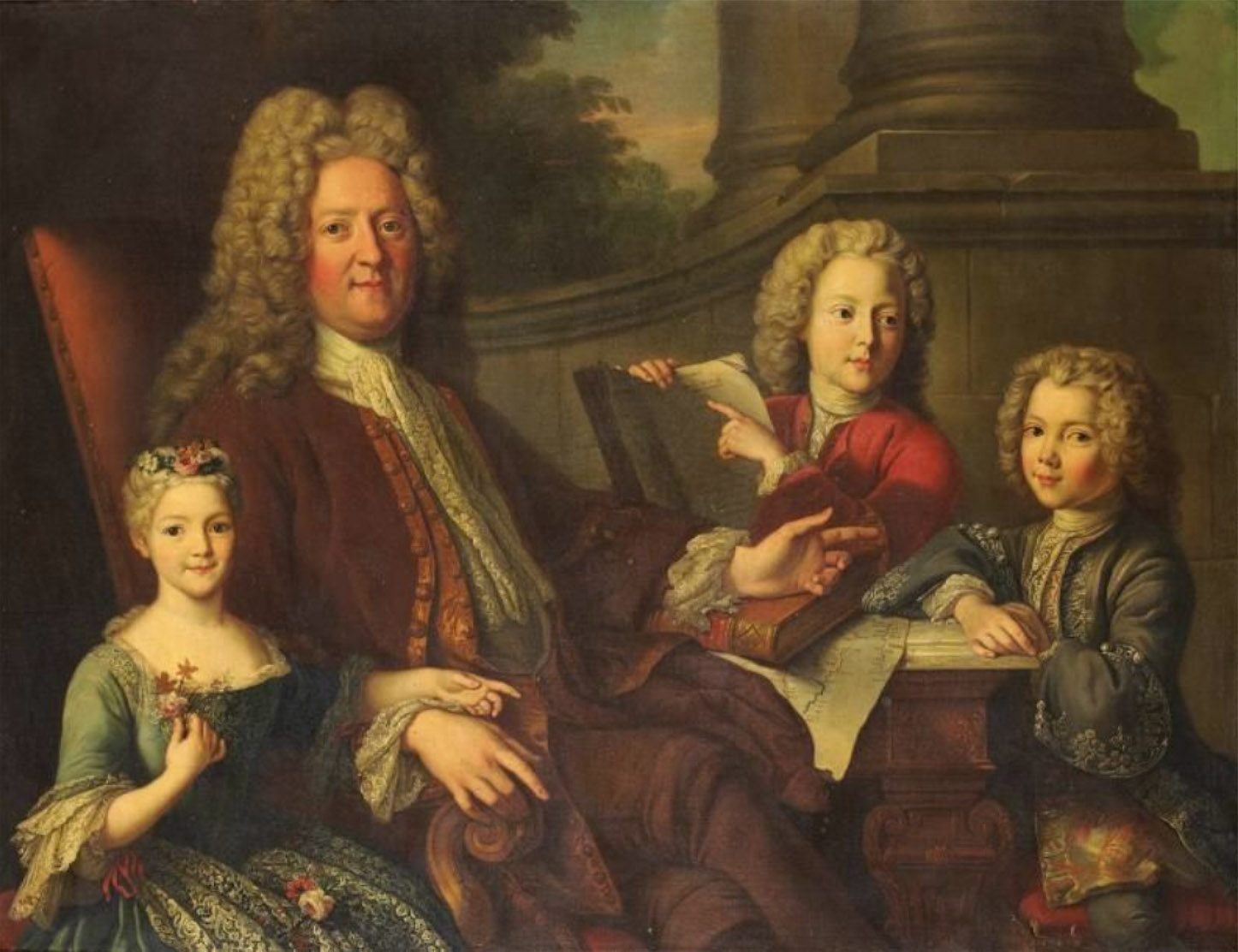
Jean-Baptiste van Loo, Portrait présumé du duc du Maine, Mademoiselle du Maine, Monseigneur le prince de Dombes, et Monseigneur le comte d'Eu (vers 1720), localisation inconnue.

Quelques mois plus tard, Maine fut pris dans le tourbillon de la conspiration de Cellamare. À l’instigation d’Alberoni, se forma en effet un petit groupe de conspirateurs visant à installer Philippe V d'Espagne, ou l’un de ses fils, sur le trône de France, en cas de décès de Louis XV. La duchesse du Maine faisait partie des conspirateurs, et y entraîna, malgré lui, son mari. En décembre 1719, le complot fut éventé, Cellamare renvoyé, le duc et la duchesse du Maine arrêtés. Le duc fut enfermé à la forteresse de Doullens, tandis que sa femme fut exilée au château de Savigny-lès-Beaune.

### La paix des dernières années
Libéré en 1720, il se tint ensuite à l’écart de la vie politique, pardonna à sa femme et se retira dans sa propriété de Sceaux, vivant parmi ses livres.
Il y mourut d'un cancer de la face le 14 mai 1736.
Sa naissance illégitime et les grandes faveurs du roi son père — qu'il n'avait pas demandées — lui avaient valu le mépris véhément de la princesse Palatine et du duc de Saint-Simon.

## Télévision
Dans la série Les Aventures du jeune Voltaire de 2021, il est joué par Renaud Rutten.
Dans l'adaptation en téléfilm de 1995 du roman l'Allée du Roi écrit par Françoise Chandernagor, par la réalisatrice, Nina Companez, il est interprété enfant par Antoine du Merle. 